# Herzogtum Uzès

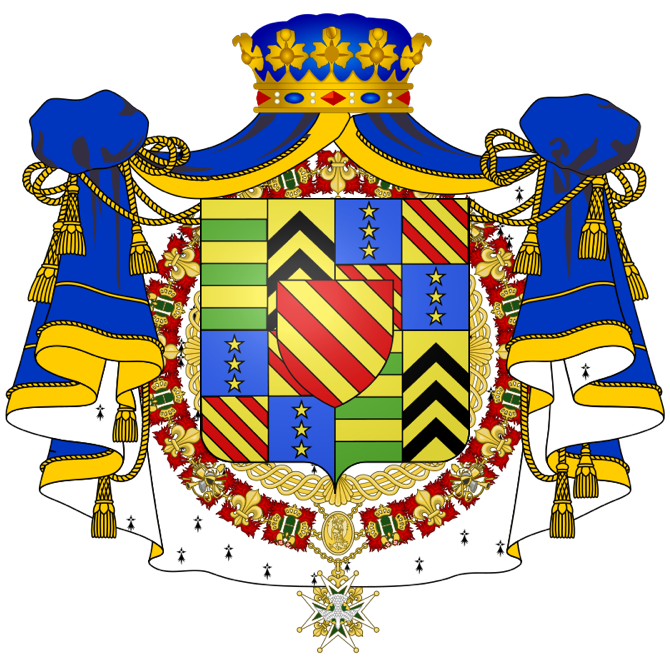
Wappen der Crussol, Herzöge von Uzes (seit 1565)

Die Herrschaft (Seigneurie), später Vizegrafschaft (Vicomté) und Herzogtum Uzès (Duché) war ein französisches Feudalterritorium um die Stadt Uzès im Languedoc.

## Geschichte

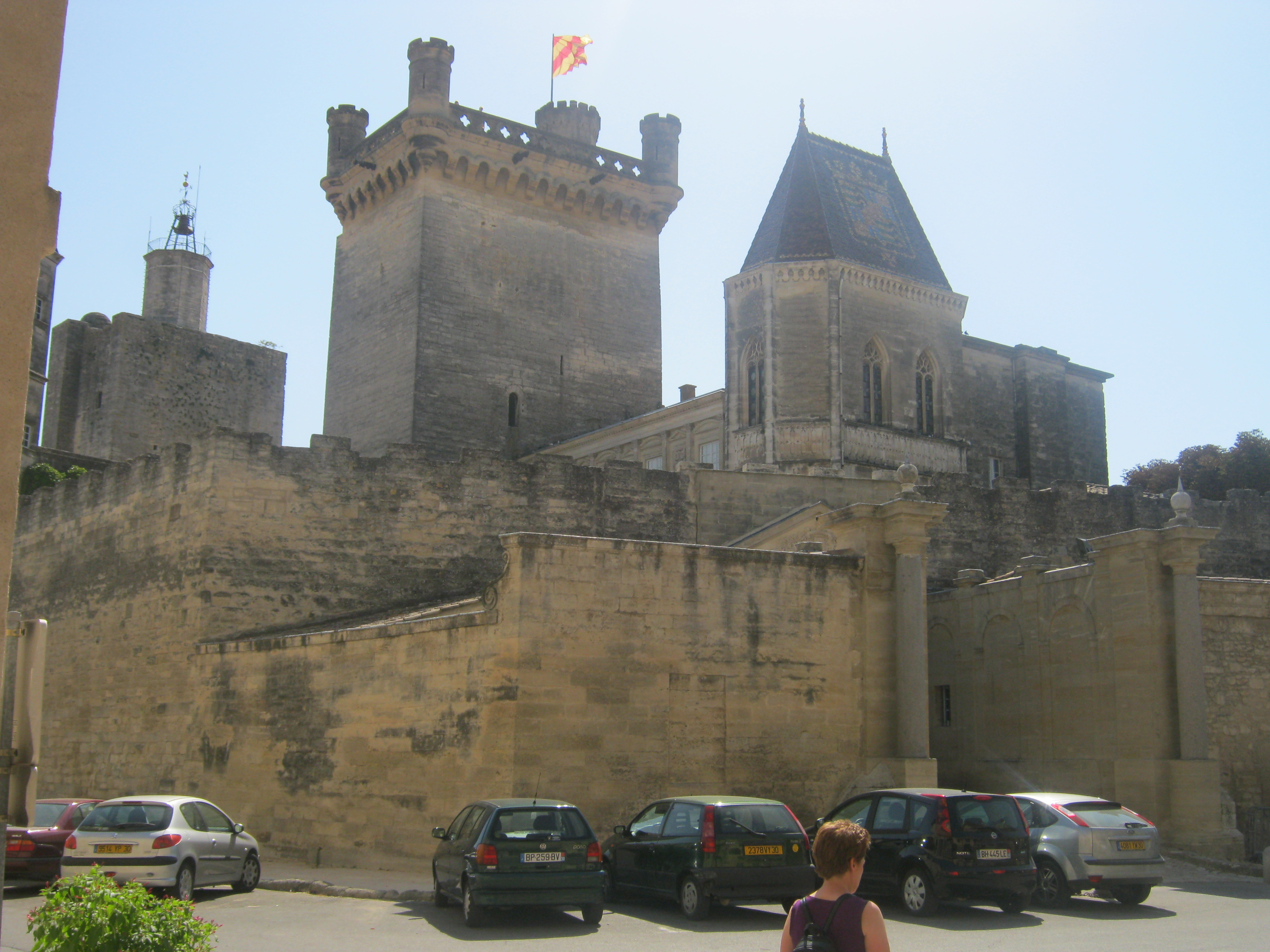
Herzogliches Schloss in Uzès

Die Herrschaft Uzès ist um 1088 erstmals urkundlich belegt; damals war Elzéart d’Uzès Herr von Uzès. Nachdem Robert d’Uzès 1328 im Heer des französischen Königs Philipp VI. an der siegreichen Schlacht von Cassel teilgenommen hatte, wurde 1329 dessen Herrschaft von König zur Vizegrafschaft erhoben. Die männliche Linie des Hauses Uzès starb 1475 mit Jéhan d’Uzès aus. Die Vizegrafschaft ging durch Ehe seiner Tochter Simone d’Uzès mit Jacques de Crussol an das Haus Crussol über. 1565 wurde die Vizegrafschaft unter Antoine de Crussol zum Herzogtum erhoben, 1572 wurde er auch Pair von Frankreich.
Bei Ausbruch der französischen Revolution 1789 floh Herzog François Emmanuel de Crussol ins Ausland, wo er sich dem Fürsten Condé anschloss und Feldmarschall in dessen royalistischem Heer (Armée des émigrés) wurde, und gegen die Revolution und die Herrschaft Napoleons opponierte. Sein Herzogtum wurde 1790 aufgelöst, der Pairstitel abgeschafft. Im Rahmen der Restauration wurden mit der Charte von 1814 die Adelstitel für Marie François Emmanuel de Crussol wiederhergestellt, 1831 wurde die Erblichkeit der Titel abgeschafft, wodurch er der letzte Herzog und Pair von Uzès bleiben sollte. Im Rahmen der Februarrevolution 1848 wurden in Frankreich endgültig alle Adelstitel abgeschafft. Die Erben des letzten Herzogs von Uzès aus dem Hause Crussol nennen sich seither „de Crussol d’Uzès“ und zählen sich weiterhin als (Titular-)Herzöge. Chef des Hauses de Crussol d’Uzès ist heute Jacques de Crussol, Duc d’Uzès, der nach wie vor das herzogliche Schloss in Uzes bewohnt.

## Liste der Herren, Vizegrafen und Herzöge von Uzès

### Die Herren (Les seigneurs)
| Titel        | Name                  | verheiratet mit                 | Lebensdauer | Regierung |
| ------------ | --------------------- | ------------------------------- | ----------- | --------- |
| 1. Lehnsherr | Elzéart d’Uzès        |                                 | 1080–1125   | 11__–1125 |
| 2. Lehnsherr | Decan I. d’Uzès       | Baronne de Posquières           | 1110–1138   | 1125–1138 |
| 3. Lehnsherr | Bermond I. d’Uzès     | Douce de Mézoargues             | 1105–1181   | 1138–1181 |
| 4. Lehnsherr | Raymond Rascas d’Uzès | Dame Clothilde                  | 1163–1209   | 1181–1209 |
| 5. Lehnsherr | Bermond II. d’Uzès    | Géraude d’Adjémar de Rochemaure | 1209–1254   | 1209–1254 |
| 6. Lehnsherr | Decan II. d’Uzès      | Hermingarde d’Alais (Alès)      | 1254–1285   | 1254–1285 |
| 7. Lehnsherr | Bermond III. d’Uzès   | Alix                            | 1250–1318   | 1285–1318 |

### Die Vizegrafen (Les vicomtes)
| Titel       | Name                                 | verheiratet mit             | Lebensdauer | Regierung |
| ----------- | ------------------------------------ | --------------------------- | ----------- | --------- |
| 1. Vizegraf | Robert I. d'Uzès                     | Guitoe de Posquières        | 1300–1349   | 1318–1349 |
| 2. Vizegraf | Decan III. d'Uzès                    | Agathe de Baux              | 1330–1361   | 1349–1361 |
| 3. Vizegraf | Raymond d'Uzès                       |                             |             |           |
| 4. Vizegraf |                                      |                             |             |           |
| 5. Vizegraf | Alzias d'Uzès                        | Dauphine de la Roche        | 1340–1390   | 13__–1390 |
| 6. Vizegraf | Robert II. d'Uzès                    | Gilette de Pressigny        | 1380–1426   | 1390–1426 |
| 7. Vizegraf | Jéhan d'Uzès                         | Anne de Brancas             | 1430–1475   |           |
| 8. Vizegraf | Jacques I. de Crussol (Haus Crussol) | Simone d'Uzès               | 1460–1525   | 1475–1525 |
| 9. Vizegraf | Charles de Crussol                   | Jeanne Ricard de Genouillac | 1483–1546   | 1525–1546 |

### Die Herzöge (Les ducs)
| Titel      | Name                               | verheiratet mit             | Lebensdauer | Regierung |
| ---------- | ---------------------------------- | --------------------------- | ----------- | --------- |
| 1. Herzog  | Antoine de Crussol                 | Louise de Clermont Tallart  | 1528–1573   | 1546–1573 |
| 2. Herzog  | Jacques II. de Crussol             | Françoise de Clermont       | 1540–1586   | 1573–1586 |
| 3. Herzog  | Emmanuel I. de Crussol             | Claudine d'Ebrard           | 1570–1657   | 1586–1657 |
| 4. Herzog  | François de Crussol                | Marguerite d'Apchier        | 1604–1680   | 1657–1680 |
| 5. Herzog  | Emmanuel II. de Crussol            | Julie Marie de Montausier   | 1637–1692   | 1680–1692 |
| 6. Herzog  | Louis de Crussol                   |                             | 1673–1693   | 1692–1693 |
| 7. Herzog  | Jean Charles de Crussol            | Marguerite de Bullion       | 1675–1739   | 1693–1739 |
| 8. Herzog  | Charles Emmanuel de Crussol        | Emilie de la Rochefoucvault | 1707–1762   | 1739–1762 |
| 9. Herzog  | François Emmanuel de Crussol       | Magdeleine de Pardaillan    | 1728–1802   | 1762–1802 |
| 10. Herzog | Marie François Emmanuel de Crussol | Émilie de Chastillon        | 1756–1843   | 1802–1842 |

### Die Titular-Herzöge (Les ducs titulaire)
| Titel      | Name                             | verheiratet mit                                                                    | Lebensdauer | Regierung |
| ---------- | -------------------------------- | ---------------------------------------------------------------------------------- | ----------- | --------- |
| 11. Herzog | Géraud de Crussol d'Uzès         | Françoise de Talhouët-Roy                                                          | 1808–1872   | 1842–1872 |
| 12. Herzog | Emmanuel de Crussol d'Uzès       | Anne de Rochechouart de Mortemart                                                  | 1840–1878   | 1872–1878 |
| 13. Herzog | Jacques de Crussol d'Uzès        |                                                                                    | 1870–1893   | 1878–1893 |
| 14. Herzog | Louis Emmanuel de Crussol d'Uzès | (1) Thérèse d’Albert de Luynes; (2) Josephine Angela                               | 1871–1943   | 1893–1943 |
| 15. Herzog | Emmanuel de Crussol d'Uzès       | (1) Carolyn Baily Brown; (2) Margaret Bedford                                      | 1927–1999   | 1943–1999 |
| 16. Herzog | Louis de Crussol d'Uzès          | (1) Françoise Marque; (2) Élizabeth de Belleville; (3) Jeannine Rolande Coudouneau | 1925–2001   | 1999–2001 |
| 17. Herzog | Jacques de Crussol d'Uzès        | Alessandra Passerin d'Entreve et Courmayeur                                        | 1957–       | 2001–     |